# Alana Shipp
Alana Shipp (Bridgetown, 1982) es una culturista profesional barbadense.

## Primeros años
Alana Shipp nació -en fecha indeterminada- en el año 1982 en la ciudad de Bridgetown, capital de Barbados, hija de padres naturales de Guyana. Pasó su primera infancia en Guyana antes de trasladarse a Queens, en la ciudad de Nueva York (Estados Unidos), a los 11 años de edad.

## Carrera de culturismo

### Cuerpo de Marines
Tras terminar el instituto, Shipp se alistó en el Cuerpo de Marines de los Estados Unidos, en el que sirvió durante ocho años, siendo suboficial y trabajando como responsable de adquisiciones logísticas en Okinawa (Japón), Camp Pendleton (California) y Nueva Orleans (Luisiana). A finales de 2008, se trasladó a Israel.

### Fitness
Aficionado
En 2011, Shipp empezó a hacer ejercicio para perder algo de peso que había ganado durante sus dos embarazos (73 kg) y con la esperanza de ponerse en mejor forma para un próximo baile del Cuerpo de Marines. En octubre de 2011, comenzó a ejercitarse con Lia Finkelberg Elbaz y Meny Elbaz en su gimnasio boutique de Jerusalén, Sky Gym, y le propusieron entrenar para una competición de culturismo en la categoría de fitness.

### Culturismo
Aficionado
Shipp dijo que originalmente planeaba competir en el Ms. Universe de 2012 en la categoría de figura, pero ganó masa muscular más rápido de lo esperado. Su entrenador de entrenamiento fue Arthur Gooden. En el Campeonato Nacional NPC de 2013, Shipp ganó la división de peso medianoo y obtuvo su tarjeta profesional de la IFBB.
Profesional
En 2014, durante el primer año de Shipp compitiendo como profesional se clasificó para el Ms. Olympia de 2014. En dicha edición, reflejó el éxito de Sheila Bleck en el Ms. Olympia de 2010 al ganar el cuarto puesto en su primera aparición, un logro en su primer año como profesional.

#### Historial competitivo
- 2012 - NAC Ms. Universe - 3º puesto
- 2013 - NPC Steve Stone Metropolitan - 1º puesto (LW)
- 2013 - NPC National Championship - 1º puesto (MW)
- 2014 - IFBB Toronto Pro - 2º puesto
- 2014 - IFBB Omaha Pro - 5º puesto
- 2014 - Ms. Olympia - 4º puesto
- 2015 - Wings of Strength PBW Tampa Pro - 2º puesto
- 2015 - Wings of Strength Rising Phoenix World Championships - 5º puesto
- 2016 - Wings of Strength Rising Phoenix World Championships - 16º puesto

## Vida personal
Está casada con Kenneth Shipp, empleado del Consulado de los Estados Unidos, con el que tiene dos hijos. Antes de dedicarse al culturismo, era ama de casa. Antes de llegar a Jerusalén, trabajó como directora de compras para Coca-Cola en Dallas (Texas). Es cristiana.